# ویمانکامان
ویمانکامان (به لاتین: Vimankaman) یک منطقهٔ مسکونی در سری‌لانکا است که در استان شمالی (سری‌لانکا) واقع شده‌است.